# Свети мученици Назарије, Гервасије и Протасије
Свети Назарије, Гервасије и Протасије су ранохришћански мученици, пострадали током прогона хришћана у 1. веку.
Свети Назарије се родио у Риму од оца Јеврејина и мајке хришћанке. Мајка Перпету је крстио апостол Петар лично. Када одрастао, прихватио је мајчину веру и крстио га је епископ Лин.
Када је одрастао узео је од својих родитеља део имања и поделио сиромасима. Након тога отишао је у Медиолан. Тамо је разделио све што је преостало: чинећи милостињу убогима и немоћнима. Тамо је у то време био велики прогон хришћана од стране цара Нерона.  Многи хришћани су држани у оковима и мучени. Свети Назарије их је посећивао и утврђивао у вери. Тамо су, у то време ухваћени и бачени у тамницу свети мученици Гервасије и Протасије. Свети Назарије је често долазио њима, и тешио их својим богомудрим разговором. Управитељ области Анулин је сазно да Назарије посећује сужње по тамницама, доноси им што им треба и учвршћује их у хришћанској вери. Због тога је наредио да Назарија ухвате и доведу на суд. Пошто је на суду одбио да се поклони паганскими богжанствима и одлучно исповедио веру у Христа, наређено је да га туку по устима. Светитељ је упорно исповедао хришћанство због чега је био мучен и на крају протеран из града.
Након тога је отишао у Галију, где је проповедао Јеванђеље и просвећивао тамошњи народ. Дознавши да Назарије шири хришћанство по многим градовима, Диновије, управитељ те земље, наредио је да ухапсе Назарија заједно са учеником Келсијем, и баце их у тамницу. На заузимање његове жене Диновија их је убрзо пустио на слободу. 

Након тога одлазе у град Тимир, и тамо, настављају да проповедају Јеванђеље. Тамо су били поново ухапшени и послати цару Нерону. Светитељи су, ставши пред царем, јасно исповедили Христа. Због тога су били мучени и бачени зверовима да их поједу, али их се зверови не дотакоше. Затим су мученици бачени у море, али су они ходали по води као по равноме пољу. Видевши то, многе цареве слуге су поверовале у Христа и свети Назарије их ја крстио.
Свети Назарије са својим учеником, светим Келсијем, се после неког времена вратио у Медиолан где су затекли Гервасија и Протасија у тамници. Убрзо су и сами били ухапшени и бачени у тамницу са њима. По наређењу цара Нерона Назарије и Келсије су убијени одсецањем главе мачем.
Убрзо након тога убијени су и Гервасије и Протасије. 
Мошти све четворице светих мученика: Назарија и Келсија, Гервасија и Протасија, биле су дуго сакривене у земљи, и нико није знао о томе све до времена светог Амвросија, епископа Медиоланског. Мошти Гервасија и Протасија су откривене, у време царовања Теодосија Великог, а мошти Назарија и Келсија - у време царовања Аркадија и Хонорија.